# West End, Edinburgh

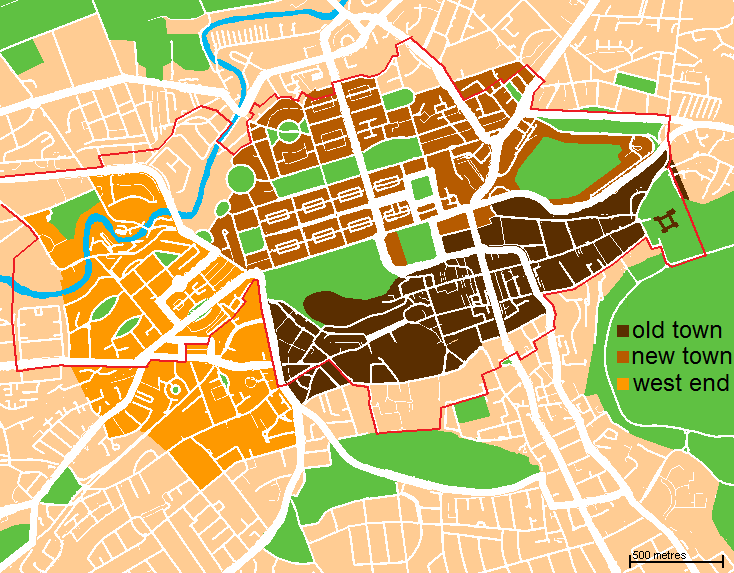
Bản đồ thành phố, thể hiện mới và cũ thị trấn, cũng như West End (màu cam)

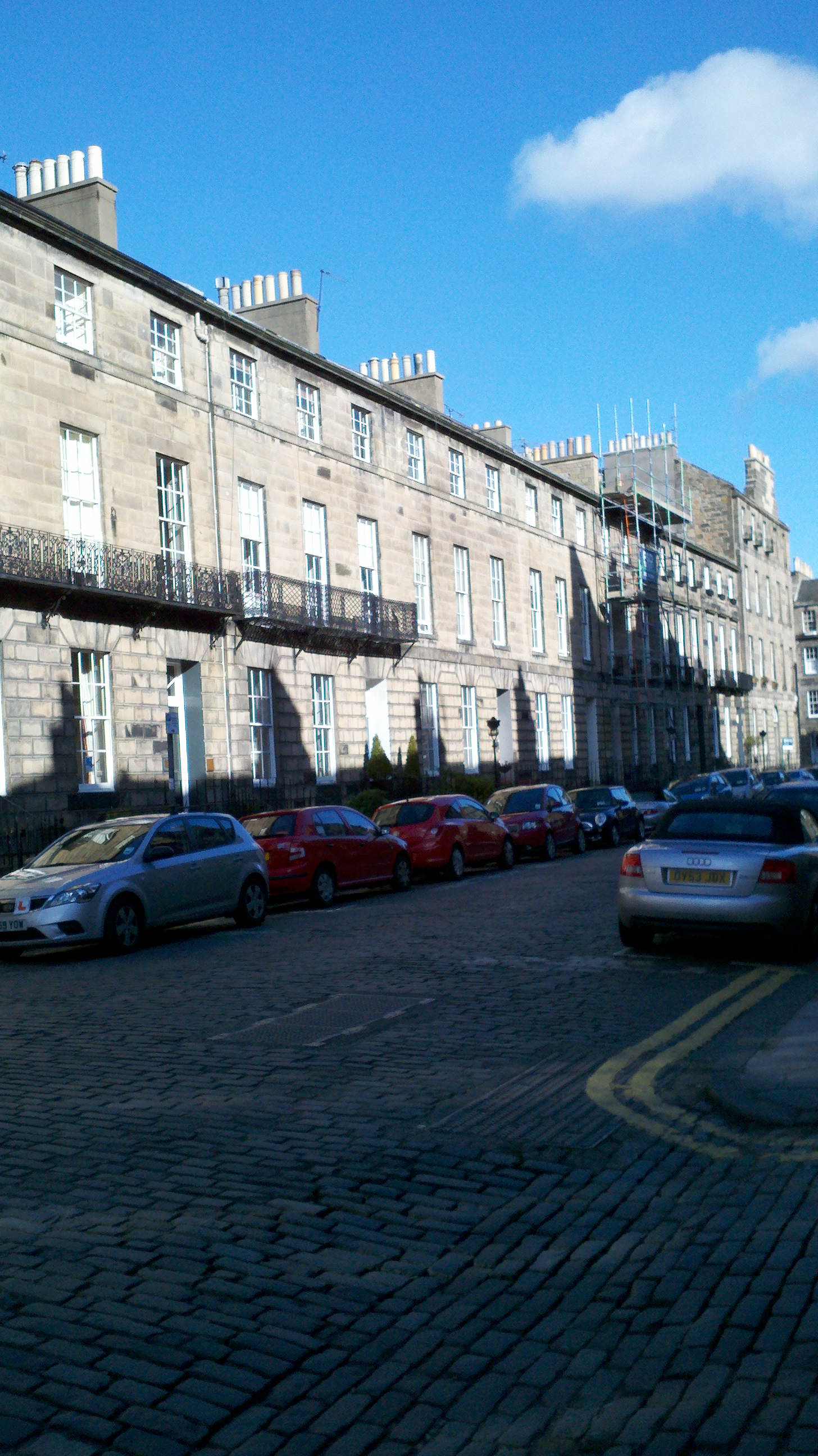
Đường West End điển hình

West End (tiếng Gael Scotland: An Ceann Siar) của Edinburgh, Scotland, tạo thành một phần lớn của trung tâm thành phố. West End tự hào có nhiều địa điểm nghệ thuật của thành phố, như Usher Hall, Filmhouse, Royal Lyceum và Traverse Theatre. Làng tổ chức các lễ hội nghệ thuật và hội chợ thủ công.

## Tham
1. ↑  "West End, Edinburgh - Edinburgh Guide".
2. ↑  "Enjoy the Spirit of Christmas in Edinburgh's West End Village Street Market - Edinburgh Guide". Bản gốc lưu trữ ngày 24 tháng 2 năm 2012. Truy cập ngày 28 tháng 4 năm 2020.